# Gene Ramey
Pour les articles homonymes, voir Ramey.
Gene Ramey est un contrebassiste américain de jazz. Musicien texan formé à l'école de Kansas City, il est un accompagnateur solide au style swing classique ayant su s'adapter au jeu bebop de musiciens comme Sonny Rollins, Thelonious Monk ou Lennie Tristano.

## Carrière musicale
Gene Ramey commence par jouer de la trompette et du sousaphone dans son groupe au lycée. Dans les années 1929 et 1930, il intègre le groupe du tromboniste George Corley, nommé Royal Aces; il y joue du sousaphone. Il est ensuite l'un des membres du big band Moonlight Serenaders.
En 1932, il quitte Austin pour s'installer à Kansas City et à partir de 1933 se forme à la contrebasse aux côtés du contrebassiste Walter Page.
Dans les années 1930, il se fait connaître sur la scène jazz swing de Kansas City, accompagnant notamment le trompettiste Oliver Todd ou encore la pianiste Margaret Johnson en 1936. Entre 1938 et 1943, Ramey intègre la section rythmique de l'orchestre du pianiste et chanteur Jay McShann avec Gus Johnson,. Son ami Charlie Parker rejoint également l'orchestre au début des années 1940. 
Il s'installe à New York en 1942 avec le Jay McShann Orchestra puis après la rupture du band en 1944, il rejoint le pianiste Luis Russell pendant deux ans. Ramey accompagne par la suite plusieurs groupes new-yorkais dont celui de Lester Young, Count Basie, Ben Webster, Coleman Hawkins, Hot Lips Page, Horace Silver, Thelonious Monk et Miles Davis. Il s'adapte au nouveau style bebop tout en continuant aussi à jouer avec des formations sur un style davantage orienté swing.
Dans les années 1950, il joue principalement en indépendant, notamment pour Count Basie en 1952 et accompagne la chanteuse Eartha Kitt. En 1955 il joue à New York aux côtés du saxophoniste Lee Konitz et du pianiste Lennie Tristano pour lequel il collabore à l'enregistrement de l'album Lennie Tristano paru en 1956 sur le label Atlantic.
Dans les années 1960 il effectue une tournée en Europe avec Buck Clayton et joue avec des musiciens tels que Muggsy Spanier (1962), Teddy Wilson (1963), Dick Wellstood, Jimmy Rushing. En 1969 il rejoint à nouveau McShann pour une tournée en Europe avec Eddie Vinson. Il est à cette période l'un des contrebassistes les plus demandés à New York, lorsqu'il décide de se retirer de la scène en 1976 en retournant à Austin, jouant à l'occasion jusqu'à sa mort en 1984.

## Discographie (partielle)

### En sideman
| Artiste         | Sortie | Label                  | Nom de l'album |
| --------------- | ------ | ---------------------- | --- |
| Miles Davis     | 1951   | Prestige Records       | Conception |
| Thelonious Monk | 1952   | Blue Note              | Genius of Modern Music Vol. 1 |
| Thelonious Monk | 1952   | Blue Note              | Genius of Modern Music Vol. 2 |
| Lester Young    | 1956   | Verve                  | Pres and Teddy All of Me Prisoner of Love Louise Love Me or Leave Me Taking a Chance on Love Love Is Here to Stay                             |
| Lester Young    | 1956   | Verve                  | The Jazz Giants '56 I Guess I'll Have to Change My Plan I Didn't Know What Time It Was Gigantic Blues This Year's Kisses You Can Depend on Me |
| Teddy Wilson    | 1956   |                        | I Got Rhythm |
| Sonny Rollins   | 1957   | Blue Note              | Sonny Rollins, Vol. 1 Decision Bluesnote How Are Things in Glocca Morra? Plain Jane Sonnysphere                                               |
| Jay Jay Johnson | 1957   | Savoy                  | J. J. Johnson's Jazz Quintets |
| Buck Clayton    | 1961   | Original Jazz Classics | Buck & Buddy Blow the Blues |